# Ulster Rugby
Maillots
Actualités
Dernière mise à jour : 22 septembre 2024.
Ulster Rugby (appelée généralement Ulster) est l'une des quatre provinces irlandaise de rugby à XV. L'Ulster participe au United Rugby Championship et à la Champions Cup ou le Challenge Cup selon les saisons. L'équipe représente la province géographique de l'Ulster qui est l'une des quatre provinces de l'île d'Irlande, située à cheval sur l'Irlande du Nord et la république d'Irlande.
À domicile, l'équipe joue au Kingspan Stadium, anciennement Ravenhill Stadium, à Belfast, qui peut accueillir jusqu'à plus de 18 000 spectateurs.

## Histoire

### Fondation (1868-1879)
Un certain nombre de clubs opéraient en Ulster avant la création de l'Irish Rugby Football Union (la fédération irlandaise de rugby à XV) et de la branche Ulster. Le North of Ireland F.C. (en), basé à Belfast et fondé en 1868, est le premier club à opérer dans la province. Parmi les clubs de cette époque certains existent encore tels le Dungannon RFC et le Queen's University RFC (en). Le premier match interprovincial irlandais a eu lieu en 1875 entre l'Ulster et le Leinster, l'Ulster l'emportant. Lors du premier match international de l'Irlande, disputé en 1875 contre l'Angleterre, huit joueurs originaires de l'Ulster prennent part au match. À cette époque, le rugby en Ulster était principalement supervisé par l'Irish Football Union, tandis que la Northern Football Union of Ireland contrôlait le jeu à Belfast. Les deux syndicats fusionnent en 1879, et les branches provinciales de l'Ulster, du Leinster et du Munster sont fondées dans le cadre de cet accord. La dernière équipe provinciale irlandaise, le Connacht, est fondée en 1885.

### L'ère amateure (1879–1995)

Provinces irlandaises de rugby à XV.

Pendant l'ère amateur, les joueurs irlandais jouaient principalement pour leurs clubs respectifs, les matchs provinciaux étant considérés comme des matchs amicaux. Les équipes provinciales étaient également utilisées pour fournir une opposition compétitive aux équipes internationales en tournée. Les matchs inter-provinciaux étaient joués de manière irrégulière, cependant, à partir de la saison 1946-1947, les provinces commencent à s'affronter dans le cadre du Championnat inter-provinces irlandaises. Il s'agissait d'un tournoi toutes rondes qui, à l'époque des amateurs, consistait en un match contre chaque adversaire. L'Ulster a remporté ce tournoi vingt-six fois au total, avec huit de ses titres partagés. La plus grande période de succès de l'équipe se situe dans les années 1980 et 1990, où la province remporte dix titres consécutifs.

### Des débuts professionnels réussis (1995-2006)
Le 26 août 1995, l'International Rugby Board (aujourd'hui World Rugby) déclare que le rugby à XV est un sport « ouvert », supprimant toutes les restrictions sur les paiements ou les avantages accordés à ceux qui ont un lien avec le sport. La menace qui pesait sur le rugby à XV amateur était surtout présente dans l'hémisphère sud, en particulier en Australie, où la Super League menaçait d'attirer les joueurs vers le rugby à XIII avec des salaires plus élevés. En Irlande, les quatre équipes provinciales ont été les seules à devenir professionnelles, tandis que les clubs qui les composaient sont restés amateurs.
Après l'ouverture du rugby à XV au professionnalisme en 1995, la fédération irlandaise transforme progressivement les équipes provinciales en équipes professionnelles. La même année, l'Ulster ainsi que les autres provinces irlandaises, deviennent professionnelles.
La saison 1995-1996 voit la première Coupe d'Europe (à ce moment appelée Heineken Cup) se créer, un nouveau tournoi créé pour les clubs européens. Les Irlandais se voient attribuer trois places dans la compétition, qui reviennent au Leinster, au Munster et à l'Ulster. La Heineken Cup est également lancée pour offrir un nouveau niveau de compétition transfrontalière européenne.

#### Vainqueur de la Coupe d'Europe en 1999
L'Ulster, entraînée par Harry Williams et dont le capitaine est David Humphreys, devient la première équipe irlandaise à la remporter lors de la saison 1998-1999, en battant le Stade toulousain puis le Stade français Paris à Ravenhill, avant de dominer Colomiers 21 à 6 en finale à Lansdowne Road à Dublin,. Le groupe a alors encore dans ses rangs plusieurs joueurs non-professionnels parmi lesquels Andy Matchett et Stephen McKinty qui débutent la finale.

#### Vice-champion de la Celtic League en 2004
La Celtic League, qui regroupe les quatre provinces irlandaises ainsi que des équipes d'Écosse et du Pays de Galles, est lancée en 2001. De 2001 à 2004, l'équipe d'Ulster est entraînée par Alan Solomons, ancien entraîneur adjoint des Springboks et entraîneur principal des Stormers et de la Western Province dans son pays natal, l'Afrique du Sud. Solomons mène l'Ulster à une invincibilité de trois ans à domicile en Heineken Cup. Au cours de la saison 2003-2004, l'Ulster termine deuxième de la compétition, devancée seulement par Llanelli lors de la dernière journée de la campagne (il n'y avait pas de phases finales à cette époque). Deux des plus belles réussites de l'Ulster au cours de cette période sont la victoire 33-0 face aux Leicester Tigers en Heineken Cup en janvier 2004 et la victoire lors de la première Coupe celtique de l'histoire le 20 décembre 2003, face à Édimbourg dans une finale à Murrayfield (victoire 27-21).
En juillet 2004, Solomons quitte l'Ulster pour les Northampton Saints et Mark McCall, ancien capitaine de la province et membre de l'équipe de l'Ulster qui a remporté la Coupe d'Europe, prend la tête de l'équipe. Malgré un début de saison médiocre, l'Ulster porte à quatre ans sa série d'invincibilité à domicile en Europe.

#### Vainqueur de la Celtic League en 2006

L'Ulster remporte la Celtic League en 2006.

L'Ulster remporte ensuite la Celtic League en 2006 pour la première fois de son histoire, après l'avoir dominée durant toute la saison. Lors de la dernière journée de la saison, l'Ulster et le Leinster peuvent encore remporter la ligue. L'Ulster joue son dernier match contre les Ospreys. Alors que la province nord-irlandaise avait un point de retard, David Humphreys marque un drop de 40 mètres et permet à son équipe de remporter le match et donc le championnat. Le jeu d'avant dominant du deuxième ligne australien Justin Harrison, du demi de mêlée irlandais d'origine néo-zélandaise Isaac Boss et la maturation rapide d'une jeune ligne de trois-quarts locale ont permis à l'Ulster d'être champion de la Celtic League 2005-2006.

### Une équipe en déclin (2006-2010)
L'Ulster commence bien la saison 2006-2007, notamment en battant le Stade toulousain 30 à 3 en Heineken Cup. Cependant, cette forme ne s'est pas maintenue et l'équipe est éliminée prématurément de la compétition, puis termine cinquième de la Celtic League. L'arrière Roger Wilson est élu Joueur de l'année.  
L'équipe commence la saison 2007-2008 avec une mauvaise série de résultats et Mark McCall démissionne en novembre après une défaite de l'Ulster 32-14 à domicile contre Gloucester lors du premier tour de la Heineken Cup. L'entraîneur adjoint Steve Williams assure l'intérim et Matt Williams prend les rênes en février, mais ne parvient pas à redresser la saison, l'Ulster qui termine neuvième de la Celtic League, qui comptait dix équipes. À la fin de la saison, l'ailier Tommy Bowe, nommé joueur de l'année, part pour les Ospreys. Roger Wilson rejoint les Northampton Saints. Le demi d'ouverture David Humphreys prend sa retraite et est nommé directeur des opérations de la province.
Après cette vague de départ, la saison suivante est très compliquée. L'Ulster termine troisième de son groupe de Heineken Cup et huitième de la Celtic League, et Matt Williams démissionne. Le talonneur Rory Best est élu Joueur de l'année.
Pour la saison 2009-2010, une nouvelle structure de gestion est mise en place, avec David Humphreys en tant que directeur du rugby et Brian McLaughlin en tant qu'entraîneur principal, assisté par Jeremy Davidson et Neil Doak. Parmi les nouvelles recrues figure le deuxième ligne Dan Tuohy en provenance d'Exeter. La saison connaît une amélioration de la forme de l'Ulster en Heineken Cup, avec notamment sa première victoire à l'extérieur en Angleterre contre Bath, mais l'équipe termine à la huitième place de la Celtic League. Le troisième ligne Chris Henry est élu Joueur de l'année. À la fin de la saison, le demi de mêlée Isaac Boss rejoint le Leinster et le pilier Justin Fitzpatrick prend sa retraite.

### Retour au plus haut niveau (2010-2014)
La saison 2010-2011 est marquée par une amélioration significative des performances. L'Ulster recrute des joueurs clés, dont les Springboks  et vainqueurs de la Coupe du monde 2007, Ruan Pienaar et Johann Muller. Le demi d'ouverture Paddy Jackson ainsi que le centre Luke Marshall font leurs débuts au sein de l'académie. Ces nouveaux joueurs permettent à l'Ulster d'atteindre les demi-finales de la Celtic League et les quarts de finale de la Heineken Cup. Ruan Pienaar est élu meilleur joueur de l'année. C'est le début du retour au premier plan de la province, après quatre saisons passées à jouer les dernières places de championnat.

#### Finaliste de la Coupe d'Europe en 2012
Les nouvelles recrues pour la saison 2011-2012 comprennent le pilier néo-zélandais John Afoa et l'arrière Jared Payne. Le deuxième ligne de l'académie Iain Henderson fait ses débuts chez les séniors. Après s'être de nouveau renforcé sans perdre de joueurs importants, L'Ulster termine deuxième de son groupe en Heineken Cup, puis élimine le Munster et Édimbourg, avant d'atteindre la finale de la compétition, pour la première fois depuis 1999. En finale, les Nords irlandais affrontent la province rivale du Leinster à Twickenham. Cependant, ils sont battus 42 à 14 et ne remportent pas leur deuxième Coupe d'Europe,. La Celtic League est renommée Pro12 après l'ajout de deux équipes italiennes, et l'Ulster a terminé à la sixième place. Brian McLaughlin est remplacé par Mark Anscombe au poste d'entraîneur principal. Le troisième ligne Chris Henry est élu Joueur de l'année.

#### Vice-champion du Pro12 2013
Pour la saison 2012-2013, l'ailier Tommy Bowe, est de retour de son passage de quatre ans aux Ospreys, l'arrière Roger Wilson revient des Northampton Saints et le troisième ligne centre d'Aironi, équipe aujourd'hui disparue, Nick Williams, ainsi que le talonneur sud-africain Rob Herring rejoignent la province,. Le centre Nevin Spence décède dans un accident à la ferme familiale. L'Ulster commence la saison avec treize victoires consécutives toutes compétitions confondues, la plus longue série d'invincibilité de son histoire. L'équipe termine première de son groupe en Heineken Cup, se qualifiant pour les quarts de finale, où elle s'incline face aux Northampton Saints. Ils termine également en tête du classement du Pro12, obtenant une demi-finale à domicile, au cours de laquelle ils battent les Scarlets 27-16 lors du dernier match avant la démolition de l'ancienne tribune. En raison du réaménagement du Ravenhill Stadium, la finale contre le Leinster doit être jouée à la RDS Arena de Dublin. Le Leinster s'impose 24 à 18. L'ailier Andrew Trimble est élu Joueur de l'année.
Malgré de bonnes performances, la saison 2013-2014 s'est une nouvelle fois révélée sans trophée. Pour la première fois, l'Ulster remporte tous ses matchs de groupe de la Heineken Cup, avec notamment des victoires à l'extérieur contre Montpellier et les Leicester Tigers. L'Ulster est éliminé en quart de finale par une défaite à domicile contre les Saracens (17-15). La saison du Pro12 est marquée par l'irrégularité et l'Ulster termine le championnat à la quatrième place. Malgré les résultats décevants, certains jeunes joueurs se sont révélés comme le centre Stuart McCloskey et le pilier Andrew Warwick qui ont fait leurs débuts. Andrew Trimble est élu Joueur de l'année pour la deuxième année consécutive. La saison se termine avec les départs du capitaine Johann Muller, du centre Paddy Wallace et du troisième ligne Stephen Ferris. Le directeur du rugby David Humphreys quitte également la province pour occuper un poste similaire à Gloucester. Après le départ de Humphreys, Mark Anscombe est licencié par la province et remplacé par l'entraîneur de la défense irlandaise, Les Kiss, à titre intérimaire.

### Années Les Kiss (2014-2017)
La saison 2014-2015 est la première de l'Ulster sous la direction de Les Kiss et de l'entraîneur principal Neil Doak. Le Ravenhill Stadium est réaménagé, puis rebaptisé Kingspan Stadium, et peu désormais accueillir jusqu'à 18 196 spectateurs. Rory Best est nommé capitaine de l'équipe après le départ à la retraite de Johann Muller. Parmi les nouvelles recrues figurent le demi d'ouverture Ian Humphreys, de retour des London Irish, le deuxième ligne Franco van der Merwe arrivant en provenance des Lions, l'arrière Louis Ludik venant d'Agen et le troisième ligne Sean Reidy arrivant des Counties Manukau. Malgré ces nombreuses arrivées, l'Ulster a été éliminé de la Coupe d'Europe dès la phase de groupes et termine quatrième du Pro12, se qualifiant en phases finales. La province nord irlandaise s'incline de justesse en demi-finale face aux Glasgow Warriors, futurs champions. Le pilier international irlandais Declan Fitzpatrick prend sa retraite à la fin de la saison. L'ailier Craig Gilroy est nommé Joueur de l'année.
En 2015-2016, l'Ulster est éliminé de la Champions Cup dès la phase de groupe, malgré une victoire face au Stade toulousain. La province termine quatrième du Pro12 puis atteint les demi-finales où elle s'incline contre le Leinster. L'ailier et futur international irlandais Jacob Stockdale fait ses débuts professionnels cette saison. Le centre Stuart McCloskey est élu joueur de l'année.
Avant la reprise de la saison 2016-2017, Nick Williams s'en va vers les Cardiff Blues, tandis que Dan Tuohy rejoint les Bristol Bears. Ian Humphreys quant à lui prend sa retraite. L'Ulster recrute le troisième ligne Marcell Coetzee, l'arrière Charles Piutau et le deuxième ligne Kieran Treadwell. L'Ulster termine cependant la saison à la dernière place de sa poule en Coupe d'Europe, et à la cinquième place en Pro12. La recrue Charles Piutau est élue Joueur de l'année.

### Une saison 2017-2018 à oublier
Pour la saison 2017-2018, le Pro12 devient le Pro14 avec l'ajout de deux équipes sud-africaines. Le contrat de l'entraîneur principal Neil Doak n'est pas renouvelé et ce dernier est remplacé par Jono Gibbes. L'entraîneur adjoint Allen Clarke est également parti, remplacé par Dwayne Peel. Le joueur le plus capé de l'histoire de l'Ulster Roger Wilson prend sa retraite et le demi de mêlée Ruan Pienaar est bloqué par la fédération irlandaise pour prolonger son contrat. John Cooney est ainsi recruté en provenance du Connacht pour le remplacer.
Avant le début de la saison, le demi d'ouverture Paddy Jackson et le centre Stuart Olding sont accusés de viol et sont donc suspendus dans l'attente de leur procès. Tous deux seront acquittés mais verront leur contrat révoqué. Le demi d'ouverture australien Christian Lealiifano est prêté pour compenser le départ de Jackson. Le pilier Tom O'Toole, futur international irlandais, fait ses débuts professionnels. Après une mauvaise série de résultats pendant la période de Noël, Les Kiss démissionne de son poste et Gibbes écourte son contrat et quitte l'équipe à la fin de la saison. L'Ulster termine avant dernier de sa poule de Coupe d'Europe et quatrième de la Conférence B du Pro14, ne se qualifiant pas pour les phases finales et devant gagner un match de barrage pour se qualifier pour la prochaine Coupe d'Europe. L'ancien capitaine de l'Irlande Brian O'Driscoll décrit la province comme « un cas désespéré », confrontée à « des problèmes d'administration, des joueurs qui prennent leur retraite, une affaire judiciaire bien documentée, l'absence de numéro 10 autour duquel construire l'équipe, l'absence d'entraîneur l'année prochaine, la lutte pour le rugby en Coupe d'Europe la saison prochaine ». Le demi de mêlée John Cooney a été nommé Joueur de l'année.

### Reconstruction sous Dan McFarland (depuis 2018)
Pour la saison 2018-2019, Dan McFarland est nommé en tant que nouvel entraîneur principal. Ce début de saison est marqué par une vague de départ à la retraite, qui comprend Jared Payne, Tommy Bowe, Andrew Trimble et Chris Henry. Aussi, Charles Piutau quitte la province pour les Bristol Bears. Pour pallier ces pertes, l'ouvreur Billy Burns arrive de Gloucester, le pilier Marty Moore en provenance des Wasps, le troisième ligne Jordi Murphy du Leinster et l'arrière Will Addison des Sale Sharks. Également, les jeunes Eric O'Sullivan, Robert Baloucoune, James Hume, Michael Lowry et Marcus Rea sont intégrés à l'équipe première. L'Ulster termine la saison en quart de finale de la Champions Cup et en demi-finale du Pro14, s'inclinant face aux Glasgow Warriors. Rory Best et Darren Cave prennent leur retraite à la fin de la saison. Le centre Stuart McCloskey est élu Joueur de l'année pour la deuxième fois.

#### Vice-champion du Pro14 2020
Le deuxième ligne Iain Henderson est nommé capitaine pour la saison 2019-2020. Cette saison, l'Ulster est de nouveau quart de finaliste de la Champions Cup, éliminé par Toulouse. Cependant, la province atteint la finale du Pro14, mais s'incline contre le Leinster sur le score de 27 à 5,. Le demi de mêlée John Cooney est élu joueur de l'année pour la deuxième fois.
La saison 2020-2021 est écourtée par la pandémie de Covid-19, et les matchs sont joués à huis clos. L'Ulster termine deuxième de la Conférence A du Pro14, mais ne parvient pas à se qualifier pour les huitièmes de finale de la Champions Cup et est reversé en Challenge européen. Les Nord irlandais se qualifient jusqu'en demi-finales, où ils sont battus par les Leicester Tigers,. La dernière compétition de la saison est la Pro14 Rainbow Cup, qui opposait les équipes européennes du Pro14 aux quatre équipes sud-africaines qui quittaient le Super Rugby. Dans cette compétition, l'Ulster n'est pas en forme et termine dixième de la poule européenne. Marcell Coetzee résilie son contrat et part pour les Bulls avant la fin de la saison. Le deuxième ligne Alan O'Connor (en) est élu Joueur de l'année.
En 2021-2022, le Pro14 devient le United Rugby Championship, avec l'ajout de quatre nouvelles équipes sud-africaines. L'Ulster atteint les demi-finales, où il s'incline de justesse face aux Stormers, au Cap. En Champions Cup, l'Ulster atteint la phase à élimination directe, mais a été éliminé dès les huitièmes de finale lors d'une double confrontation face au Stade toulousain sur un score cumulé de 50-49. Le centre James Hume est élu Joueur de l'année.

## Identité visuelle

### Couleurs et maillots
Les maillots de l'Ulster sont principalement blanc et rouge avec parfois du noir. Des maillots de couleur safran, pour représenter les couleurs du drapeau provincial, sont parfois utilisés pour les matchs durant les coupes d'Europe.

### Logo

Drapeau de la province de l'Ulster.

Le logo actuel a été introduit en 2003. Cet écusson stylisé est spécifique à l'Ulster Rugby puisqu'il incorpore la main rouge du drapeau provincial de l'Ulster et deux ballons de rugby. Il a également une étoile au dessus du logo, représentant le sacre de l'équipe lors de la Coupe d'Europe 1999. L'écusson de l'Ulster Rugby figure sur tous les articles officiels du club, y compris les répliques de maillots.

Main rouge d'Ulster

La main rouge de l'Ulster (bloody hand), figure héraldique formée d'une main dextre appaumée, de gueules, généralement posée sur un champ d'argent, est le symbole de l'Ulster. Celle-ci est également représentée sur l'ancien drapeau de l'Irlande du Nord, l'Ulster Banner.

## Palmarès

### Détail du palmarès
Le tableau suivant récapitule les performances de l'Ulster dans les diverses compétitions nationales et européennes.
| Compétitions nationales | Compétitions internationales                                 |
| --- | ------------------------------------------------------------ |
| Pro14 / Pro12 / Celtic League - Champion (1) : 2006 - Vice-champion (3) : 2004, 2013, 2020 Championnat inter-provinces irlandaises - Vainqueur (26) : 1947, 1951, 1952, 1954, 1956, 1957, 1967, 1968, 1970, 1971, 1973, 1975, 1976, 1977, 1978, 1983, 1985, 1986, 1987, 1988, 1989, 1990, 1991, 1992, 1993, 1994 Glasgow City Sevens - Vainqueur (1) : 2004 | Coupe d'Europe - Vainqueur (1) : 1999 - Finaliste (1) : 2012 |

### Finales disputées
| Date de la finale | Vainqueur | Score | Finaliste | Lieu de la finale              | Spectateurs |
| 25 mai 2013       | Leinster  | 24-18 | Ulster    | RDS Arena, Dublin              | 19 200      |
| 12 septembre 2020 | Leinster  | 27-5  | Ulster    | Murrayfield Stadium, Édimbourg | huis clos   |

| Date de la finale | Vainqueur | Score | Finaliste    | Lieu de la finale            | Spectateurs |
| 30 janvier 1999   | Ulster    | 21-6  | US Colomiers | Lansdowne Road, Dublin       | 49 000      |
| 19 mai 2012       | Leinster  | 42-14 | Ulster       | Stade de Twickenham, Londres | 81 779      |

## Personnalités du club

### Effectif 2024-2025
| Nom                      | Naissance         | Nationalité sportive | Sélections (points) | Dernier club      | Arrivée au club |
| Talonneurs               | Talonneurs        | Talonneurs           | Talonneurs          | Talonneurs        | Talonneurs      |
| ------------------------ | ----------------- | -------------------- | ------------------- | ----------------- | --------------- |
| John Andrew              | 6 mai 1993        | Irlande              | -                   | Formé au club     | 2014            |
| Rob Herring              | 27 avril 1990     | Irlande              | 44 (30)             | Western Province  | 2012            |
| James McCormick          | 8 janvier 2002    | Irlande              | -                   | Formé au club     | 2024            |
| Tom Stewart              | 11 janvier 2001   | Irlande              | 4 (0)               | Formé au club     | 2021            |
| Piliers                  |                   |                      |                     |                   |                 |
| Corrie Barrett           | 13 juin 1998      | Irlande              | -                   | Doncaster Knights | 2024            |
| Bryan O'Connor           | 23 octobre 1998   | Irlande              | -                   | Bedford Blues     | 2024            |
| Eric O'Sullivan          | 30 novembre 1995  | Irlande              | 1 (0)               | Formé au club     | 2018            |
| Tom O'Toole              | 23 septembre 1998 | Irlande              | 17 (0)              | Formé au club     | 2018            |
| Callum Reid              | 16 janvier 1999   | Irlande              | -                   | Formé au club     | 2020            |
| Andrew Warwick           | 12 mars 1991      | Irlande              | -                   | Formé au club     | 2013            |
| Scott Wilson             | 6 août 2002       | Irlande              | -                   | Formé au club     | 2023            |
| Deuxièmes lignes         |                   |                      |                     |                   |                 |
| Iain Henderson           | 21 janvier 1992   | Irlande              | 85 (30)             | Formé au club     | 2012            |
| Cormac Izuchukwu         | 28 janvier 2000   | Irlande              | 3 (0)               | Formé au club     | 2020            |
| Alan O'Connor            | 10 septembre 1992 | Irlande              | -                   | Formé au club     | 2012            |
| Harry Sheridan           | 21 septembre 2001 | Irlande              | -                   | Formé au club     | 2023            |
| Kieran Treadwell         | 6 novembre 1995   | Irlande              | 11 (5)              | London Scottish   | 2016            |
| Troisièmes lignes aile   |                   |                      |                     |                   |                 |
| Reuben Crothers          | 28 janvier 2002   | Irlande              | -                   | Formé au club     | 2023            |
| David McCann             | 20 juin 2000      | Irlande              | -                   | Formé au club     | 2020            |
| Lorcan McLoughlin        | 3 mars 2002       | Irlande              | -                   | Formé au club     | 2023            |
| James McNabney           | 28 février 2003   | Irlande              | -                   | Formé au club     | 2023            |
| Marcus Rea               | 8 septembre 1997  | Irlande              | -                   | Formé au club     | 2019            |
| Sean Reffell             | 4 novembre 1998   | Angleterre           | -                   | Saracens          | 2022            |
| Nick Timoney             | 1er août 1995     | Irlande              | 4 (20)              | Formé au club     | 2017            |
| Troisièmes lignes centre |                   |                      |                     |                   |                 |
| Matty Rea                | 21 septembre 1993 | Irlande              | -                   | Formé au club     | 2017            |
| Demis de mêlée           |                   |                      |                     |                   |                 |
| John Cooney              | 1er mai 1990      | Irlande              | 11 (7)              | Connacht          | 2017            |
| Nathan Doak              | 17 décembre 2001  | Irlande              | -                   | Formé au club     | 2021            |
| Conor McKee              | 20 mars 2001      | Irlande              | -                   | Formé au club     | 2024            |
| Michael McDonald         | 24 juin 1999      | Irlande              | -                   | Waratahs          | 2022            |
| David Shanahan           | 20 juin 1993      | Irlande              | -                   | Formé au club     | 2013            |
| Demis d'ouverture        |                   |                      |                     |                   |                 |
| Jake Flannery            | 7 juin 1999       | Irlande              | -                   | Munster           | 2022            |
| James Humphreys          | 4 novembre 2001   | Irlande              | -                   | Formé au club     | 2024            |
| Aidan Morgan             | 7 juin 2001       | Nouvelle-Zélande     | -                   | Hurricanes        | 2024            |
| Centres                  |                   |                      |                     |                   |                 |
| James Hume               | 7 septembre 1998  | Irlande              | 3 (0)               | Formé au club     | 2018            |
| Ben Carson               | 24 février 2002   | Irlande              | -                   | Formé au club     | 2023            |
| Stuart McCloskey         | 6 août 1992       | Irlande              | 21 (25)             | Formé au club     | 2014            |
| Stewart Moore            | 8 août 1999       | Irlande              | -                   | Formé au club     | 2019            |
| Jude Postlethwaite       | 3 avril 2002      | Irlande              | -                   | Formé au club     | 2023            |
| Ailiers                  |                   |                      |                     |                   |                 |
| Robert Baloucoune        | 19 août 1997      | Irlande              | 4 (10)              | Formé au club     | 2018            |
| Werner Kok               | 17 janvier 1993   | Afrique du Sud       | -                   | Sharks            | 2024            |
| Ben Moxham               | 9 juin 2001       | Irlande              | -                   | Formé au club     | 2020            |
| Jacob Stockdale          | 3 avril 1996      | Irlande              | 39 (95)             | Formé au club     | 2016            |
| Arrières                 |                   |                      |                     |                   |                 |
| Michael Lowry            | 20 août 1998      | Irlande              | 1 (10)              | Formé au club     | 2018            |
| Ethan McIlroy            | 10 août 2000      | Irlande              | -                   | Formé au club     | 2020            |

### Entraîneurs
| Période                       | Entraîneur en chef            | Adjoint(s)                                                          | Titre(s)               |
| ? - 2000                      | Harry Williams                |                                                                     | Champion d'Europe 1999 |
| 2001 - 2004                   | Alan Solomons                 |                                                                     |                        |
| 2004 - Novembre 2007          | Mark McCall                   |                                                                     | Celtic League 2006     |
| Novembre 2007 - Décembre 2007 | Steve Williams (intérim)      |                                                                     |                        |
| 30 décembre 2007 - Mai 2009   | Matt Williams                 |                                                                     |                        |
| 2009 - 2011                   | Brian McLaughlin              | Jeremy Davidson (avants) Neil Doak (arrières)                       |                        |
| 2011 - 2012                   | Brian McLaughlin              | Neil Doak (arrières) Jonathan Bell (défense)                        |                        |
| 2012 - 2014                   | Mark Anscombe                 | Neil Doak (arrières) Jonathan Bell (défense)                        |                        |
| 2014 - 2015                   | Les Kiss (directeur du rugby) | Neil Doak (entraîneur en chef) Allen Clarke Jonathan Bell (défense) |                        |
| 2015 - 2017                   | Les Kiss (directeur du rugby) | Neil Doak (entraîneur en chef) Allen Clarke Joe Barakat             |                        |
| 2017 - 2018                   | Les Kiss (directeur du rugby) | Jono Gibbes (entraîneur en chef) Dwayne Peel Aaron Dundon (mêlée)   |                        |
| 2018 - 2019                   | Dan McFarland                 | Dwayne Peel (attaque) Jared Payne (défense) Aaron Dundon (mêlée)    |                        |
| 2019 - 2021                   | Dan McFarland                 | Dwayne Peel (attaque) Roddy Grant (avants) Jared Payne (défense)    |                        |
| 2021 - 2022                   | Dan McFarland                 | Dan Soper (attaque) Roddy Grant (avants) Jared Payne (défense)      |                        |
| 2022 - Février 2024           | Dan McFarland                 | Dan Soper (attaque) Roddy Grant (avants) Jonathan Bell (défense)    |                        |
| Février 2024 - 2024           | Richie Murphy                 | Dan Soper (attaque) Roddy Grant (avants) Jonathan Bell (défense)    |                        |
| 2024 -                        | Richie Murphy                 | Dan Soper (attaque) Jimmy Duffy (avants) Jonathan Bell (défense)    |                        |

### Joueurs emblématiques
| - Jonathan Bell - Simon Best - Rory Best - Tommy Bowe - Justin Fitzpatrick - Justin Harrison | - David Humphreys - Kevin Maggs - Andrew Trimble - Ruan Pienaar - Brendon Botha - Pedrie Wannenburg |